# William May (officier britannique)
Pour les articles homonymes, voir William May.
William Henry May (Liscard, Cheshire, 31 juillet 1849 - Coldstream, Berwickshire, 7 octobre 1930) est un navigateur, officier de la Royal Navy et Second Sea Lord britannique.

## Biographie

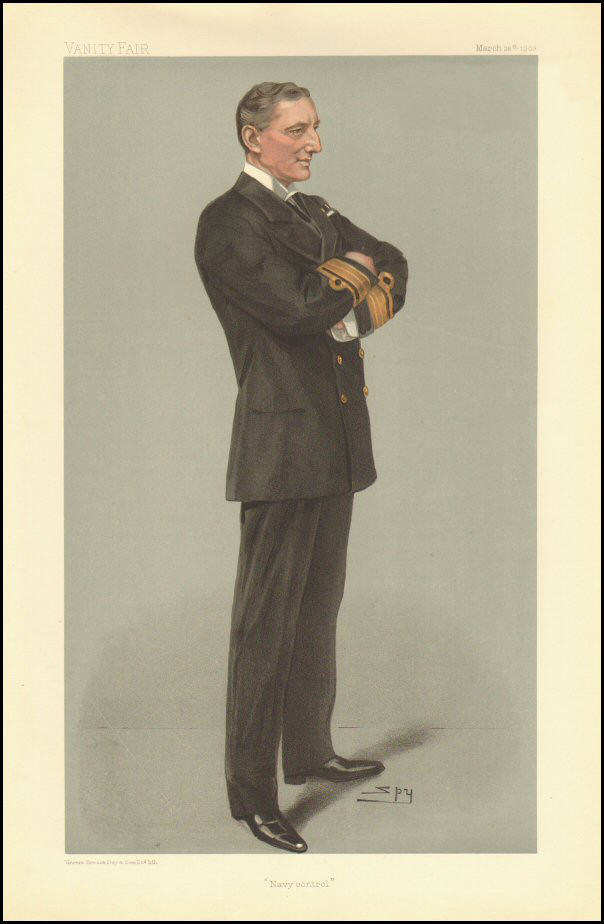
Caricature de William May par Spy dans Vanity Fair en 1903

Il fait ses études à l'Académie Royale de la Marine de Eastman (Eastman's Royal Naval Academy) à Winchester et entre dans la Royal Navy en 1863. En 1867, il sert dans la Méditerranée puis, sous-lieutenant, en 1869-1870 dans le Pacifique.
Après avoir ensuite servi dans la Manche (1873-1874), il fait partie de l'expédition George Nares dans l'Arctique (1875-1876) sur l'Alert.
Capitaine (1888), il devient Contre-amiral, directeur de l'artillerie navale et Third Sea Lord en 1901. En 1905, il est le commandant en chef de l'Atlantic Fleet et est nommé Second Sea Lord en 1907. 
En 1909, il devient commandant de la Home Fleet sur le navire amiral HMS Africa et est nommé en 1911 Commander-in-Chief, Plymouth (1911-1913). 
Pendant la Première Guerre mondiale, il sert dans les Dardanelles et fait partie de la Dardanelles Commission. Il prend sa retraite en 1919.

## Œuvre
- Life of a sailor (autobiographie), publiée en 1934

## Hommages
- L'île May dans l'archipel François-Joseph a été nommée en son honneur.
- Grand-Croix de l'Ordre du Bain.
- Grand-Croix de l'Ordre royal de Victoria.